# Покровский, Николай Михайлович (горняк)
Никола́й Миха́йлович Покро́вский (1903 г. — 1991 г., Москва) — советский учёный в области горного дела, доктор технических наук (1944 г.), профессор Московского горного института. Заслуженный деятель науки и техники РСФСР, основатель специальности «Шахтное и подземное строительство» в системе высшего горного образования России.

## Биография
Родился в 1903 г. После окончания Московской горной академии в 1928 г. Н. М. Покровский работал на шахте в Макеевке (Донбасс) начальником вентиляции, а затем — начальником участка механизации и капитальных работ.
В 1932 г. перешёл на преподавательскую работу в Московский горный институт (сегодня – Горный институт НИТУ «МИСиС»). С 1940-х гг. Н. М. Покровский — профессор кафедры «Шахтное строительство», а с 1947 г., сменив на этом посту П. М. Цимбаревича, назначен заведующим кафедрой «Горные работы и проведение горных выработок» (впоследствии — кафедра «Строительство подземных сооружений и шахт»).
Серьёзно увлекался историей, подготовил большую научно-исследовательскую работу, которую намеревался представить на учёный совет Историко-архивного института.
Скончался в 1991 г.

## Педагогическая и научная деятельность
Н. М. Покровским была создана школа горных инженеров-шахтостроителей, под его руководством и при непосредственном участии были разработаны учебные планы и методическая документация для специальности «Строительство подземных сооружений и шахт».
Им впервые были разработаны и созданы фундаментальные курсы по проведению и креплению горных выработок, такие как «Проведение горных выработок», «Проведение горизонтальных и наклонных выработок», «Проведение вертикальных стволов шахт обычным способом», «Сооружение и реконструкция горных выработок» в трёх томах и «Проектирование комплексов выработок подземных сооружений», которые являются основными учебниками для горных вузов. Написанные Н. М. Покровским учебники переведены на английский, китайский, японский, болгарский и другие языки. Им подготовлено два кандидата и четыре доктора технических наук.
На протяжении многих лет Н. М. Покровский успешно сочетал педагогическую деятельность с административной, будучи деканом горного факультета, проректором института по учебной и научной работе, исполняющим обязанности ректора. Помимо этого, Н. М. Покровский возглавлял секцию шахтного и горно-рудного строительства Госстроя СССР, входил в технические советы ряда министерств и институтов, был председателем редакционного совета издательства «Недра», активным членом редколлегии журнала «Шахтное строительство».
Широко известна научная деятельность Н. М. Покровского. Он принимал участие в разработке актуальных вопросов шахтного строительства, в частности, строительства рудников КМА, Кривого Рога, глубоких шахт — новостроек Донбасса, Кузбасса и других горных предприятий. Проводил исследования по оптимизации проходческого цикла, учитывающие глубину шпуров, производительность погрузки породы и подъёма, высоту створчатой опалубки, а также горно-геологические и технические условия строительства. В 1942 г. возглавил коллектив учёных, созданный для выполнения крупной научно-исследовательской работы «Восстановление горных выработок», которая была одобрена и принята техническим управлением НКУП. На базе этих исследований в 1943 году была разработана «Инструкция по восстановлению вертикальных горных выработок», которая явилась основным нормативным документом при восстановлении шахт Донбасса.

## Признание
В 1939 г. в связи с двадцатилетием со дня создания Горной Академии был награждён орденом «Знак Почёта». За разработку и составление генерального плана восстановления шахт Донбасса Н. М. Покровский был награждён орденом Трудового Красного Знамени и медалью «За восстановление угольных шахт Донбасса».
Кроме этого, Н. М. Покровский был награждён вторым орденом Трудового Красного Знамени и многими медалями СССР. В 1964 г. ему было присвоено звание заслуженного деятеля науки и техники РСФСР.

## Основные научные труды[7]
- Покровский Н. М. Проведение горизонтальных и наклонных выработок. — М. — Л.: ОНТИ НКТП, 1932.
- Покровский Н. М.. Цимбиревич П. М. Проходка капитальных выработок. — М. —Л.: Углетехиздат, 1952.
- Покровский Н. М. Проходка вертикальных стволов шахт обычным способом. — М. —Л.: Углетехиздат, 1952.
- Покровский П. М. Сооружение и реконструкция горных выработок. — М.: Госгортехиздат, 1962.
- Покровский Н. М. Технология строительства подземных сооружений и шахт. Часть I. Технология сооружения горизонтальных выработок и тоннелей. — М.: Недра, 1977.
- Pokrovsky N.M. Underground structures and mines construction practices. — Moscow: Mir, 1977.
- Покровский Н. М. Технология строительства подземных сооружений и шахт. Часть II. Технология сооружения вертикальных, наклонных выработок и камер. — М.: Недра, 1982.
- Покровский Н. М. Комплексы подземных горных выработок. — М.: Недра, 1987.